# Чёрных, Андрей Васильевич
Андрей Васильевич Чёрных (род. 13 января 1960, Лейпциг, Саксония, ГДР) — советский и российский кинорежиссёр, сценарист и писатель.

## Биография
В 1982 году окончил электротехнический факультет Ленинградского института киноинженеров. Работал ассистентом звукорежиссёра и режиссёра киностудии, с 1988 года — режиссёр-постановщик киностудии «Ленфильм». Выступил автором ряда прозаических произведений.

## Фильмография
- «Фа минор» (1989) — режиссёр, сценарист
- «Австрийское поле» (1991) — режиссёр, сценарист
- «Отражение в зеркале» (1992) — сценарист
- «Тихие страницы» (1993) — сценарист
- «Секрет виноделия» (1994) — режиссёр, сценарист
- «Агент национальной безопасности» (1998, «Скрипка Страдивари») — режиссёр
- «Баязет» (2003) — режиссёр
- «Петербург» (2003) — сценарист
- «Именины» (2004) — режиссёр
- «Тамбовская волчица» (2005) — режиссёр
- «Дело чести» (2007) — режиссёр, сценарист
- «Брачный контракт» (2009) — режиссёр
- «Лист ожидания» (2012) — режиссёр
- «Анна» (2014) — сценарист
- «В последний раз прощаюсь» (2017) — режиссёр
- «На твоей стороне» (2019) — режиссёр

## Критика
Киновед Любовь Аркус в своей биографической статье об Андрее Чёрных в семитомном издании «Новейшая история отечественного кино. 1986—2000» написала: «Создавая картины ирреальной жизни на рубеже искусств, он пытается и законы киноязыка подчинить её общему беззаконию … Эти фильмы красивы и изысканны, но смотреть их трудно. Наверное, потому, что они сами про себя знают, как они красивы и как изысканны … В литературных сочинениях Андрей Чёрных исповедует принцип бесконечного нагромождения придаточных предложений — с многообразной пунктуацией, в которой одна лишь точка как будто не имеет права на существование».

## Награды
- «Фа минор» — приз за лучший дебют (Международный фестиваль короткометражных фильмов в Клермон-Ферране, 1990)
- «Австрийское поле» — второй приз (1991); Царскосельская художественная премия «За последовательный поиск художественной формы» (1993)
- «Секрет виноделия» — приз «Зелёное яблоко — золотой листок» за лучшую сценарную работу (1994); приз за лучший фильм программы «Кино для своих» (кинофестиваль «Вторая премьера» в Москве, 1995)
- «Именины» — специальные призы «За удивительный актёрский ансамбль» и «За самую народную и нежную комедию» (кинофестиваль «Улыбнись, Россия!», 2004)